# Lycothrissa
Lycothrissa is een monotypisch geslacht van ansjovissen uit de orde van haringachtigen (Clupeiformes).

## Soort
- Lycothrissa crocodilus (Bleeker, 1851)